# احسان کرمی
احسان کرمی (زادهٔ ۲۰ تیر ۱۳۵۹ در تهران) بازیگر، خواننده و صداپیشه ایرانی است. وی که فعالیت خود را از سال ۱۳۸۵ در رادیو آغاز کرده‌است، مدرک کاردانی تشریفات دارد و دوره‌های فیلمسازی را نیز گذرانده‌است.

## فعالیت‌ها

### رادیو
وی به عنوان نویسنده، گوینده و بازیگر آیتم‌ها در رادیو فعالیت داشته‌است. از جمله شبکه‌های رادیویی که وی با آن‌ها همکاری داشته‌است می‌توان به رادیو ایران، صدای آشنا، رادیو تهران، رادیو پیام و رادیو گوشه اشاره کرد.
وی در مقطعی از گویندگان برنامهٔ جمعه ایرانی نیز بود.

### اجرا
کرمی تاکنون مجری بسیاری از مراسم و برنامه‌های تلویزیونی بوده‌است که برخی از آن‌ها در زیر آمده‌است:
- برنامه نقره به کارگردانی منصور ضابطیان (شبکه یک)
- برنامه وقت خواب (برنامه اینترنتی-سایت آپارات)
- برنامه طلوع (شبکه چهار)
- برنامه زنده‌رود (مرکز اصفهان)
- برنامه خوشا شیراز[۲] (مرکز فارس)
- برنامه امضا[۳][۴] (شبکه سه)
- برنامه رادیو هفت (شبکه آموزش)
- چارگوش (برنامه اینترنتی)[۵][۶]
- ویژه برنامه تحویل سال ۹۵ شبکه دو (و اینک فردا)[۷][۸]
- افتتاحیه جشنواره فیلم فجر ۹۴[۹]
- افتتاحیه شبکه تهران اچ دی[۱۰]
- خندوانه (مجری برنامه خنداننده شو)
- کافه آپارات

### بازیگری

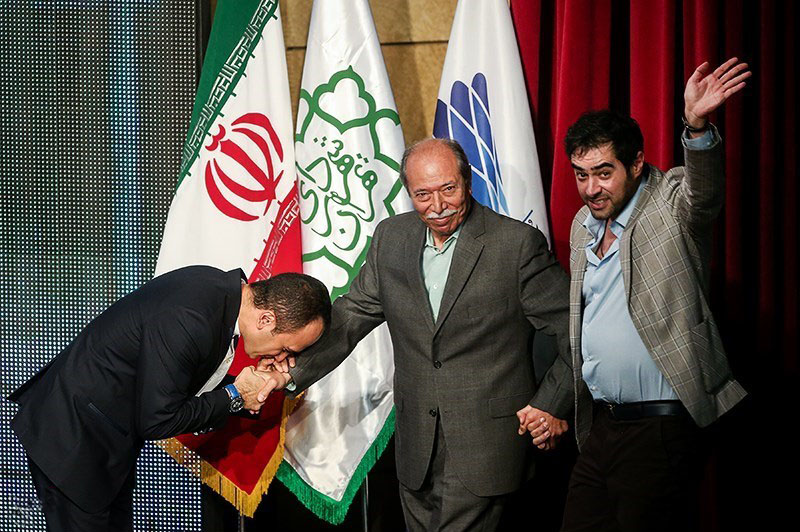
احسان کرمی درحال دست‌بوسی علی نصیریان (در کنار شهاب حسینی)

وی که دوره‌های بدن و بیان را نزد میکائیل شهرستانی گذرانده‌است، هرساله تعداد زیادی تئاتر را روی صحنه می‌برد و علاوه برآن آثار تصویری متعددی نیز ارائه کرده‌است:
- دربست (به کارگردانی علی خامه‌پرست‌فرد)[۱۱][۱۲][۱۳][۱۴]
- ۳۶۰ درجه (به کارگردانی سام قریبیان)[۱۵][۱۶]
- عالیجناب (به کارگردانی سام قریبیان)[۱۷]
- اژدهای سرخ ۱ (به کارگردانی احمد راستگو)[۱۸]
- هیئت مدیره (به کارگردانی مازیار میری)
- هم گناه (به کارگردانی مصطفی کیایی)
- گربه سیاه (به کارگردانی کریم امینی)
- شبهای مافیا (به کارگردانی سعید ابوطالب)
- شبکه مخفی زنان  (به کارگردانی افشین هاشمی)

#### تئاتر
- مری پاپینز (تالار وحدت)، ۱۳۹۸
- مأنوس (تئاتر شهر)، ۱۳۹۶

#### تور نمایش کمدی (بگو مگو)[۱۹]
علیرضا خمسه کارگردان نمایش «بگو مگو» به ایسنا اعلام کرد که متن این تئاتر برداشتی آزاد از نمایشنامه اوژن یونسکو است و این نمایش کمدی با بازی علیرضاخمسه و احسان کرمی تور جهانی خود را از تاریخ دوم دسامبر (یازده آذر) با اجرا در اوکلاهومای ایالات محتده آغاز کرد. این نمایش در شهرهای سن خوزه، واشینگتن، سن دیگو، شیگاگو، نیویورک و چند شهر دیگر آمریکا به روی صحنه رفت.
نمایش «بگو مگو» در ادامه در کانادا و چند کشور اروپایی به اجرای خود ادامه داد و در پایان با اجرا در تهران و چند شهر دیگر کشورمان به اجرای خود خاتمه داد.
طراحی گریم این نمایش را جلال الدین معیریان و طراحی موسیقی آن به عهده جهانسوز فولادی است.

### خوانندگی
او که تاکنون چند قطعه موسیقی را منتشر کرده‌است، در تابستان ۱۳۹۵ کنسرتی را با همراهی گروه موسیقی نوشه برگزار کرد. این کنسرت گروه موسیقی نوشه به سرپرستی نیوشا بریمانی و رهبری امیر شهابی، در اسفند ۱۳۹۷ بار دیگر در سالن میلاد محل نمایشگاه‌های بین‌المللی تهران، با خوانندگی احسان کرمی برای ترانه‌های به زبان فارسی و خوانندگی پرهام علیزاده برای قطعات به زبان انگلیسی تکرار شد.
- دنیای ناکوک
- شب‌های بارونی
- رنگ غزل
- شعر ناب
- آهو

### صداپیشگی
احسان کرمی صداپیشهٔ شخصیت عروسکی عزیزم ببخشید در مجموعه تلویزیونی کلاه قرمزی است.
کرمی به عنوان راوی مجموعه عروسکی شکرستان انتخاب شده‌است؛ کاری که پیش از این توسط مرتضی احمدی در مجموعه انیمیشنی آن انجام می‌شد.

## ممنوع التصویری
کرمی در مورد ممنوع التصویری خود به خبرگزاری مهر گفت: «بله من ممنوع‌ التصویر شده‌ام و برای اولین بار خودم با حراست صداوسیما تماس گرفتم تا صحت و سقم این مساله را پیگیر شوم که به من اطلاع دادند که در تلویزیون ممنوع‌التصویر هستم». او دلایل ممنوع التصویر شدن خود را این گونه اعلام کرد: «به من اعلام کرده‌اند که نامه‌ای از بالا که البته نمی‌دانم این «بالا» دقیقا کجاست زده‌اند که در آن ذکر شده من ممنوع‌التصویر هستم و اجازه فعالیت در تلویزیون را ندارم» همچنین گفت که «متأسفانه طبق بخشنامه‌ای که ابلاغ شده تمام آثار موسیقایی من نیز غیر قابل پخش از تلویزیون‌ اعلام شده است. این اتفاق برای چهارمین یا پنجمین بار است که برای من رخ می‌دهد».

## حضور در تلویزیون من‌وتو
احسان کرمی روز سه‌شنبه ۱۹ مهر ۱۴۰۱ بعد از کشته‌شدن مهسا امینی و در جریان خیزش ۱۴۰۱ ایران با حضور در دو برنامه تلویزیون من‌وتو گفت وضعیت دیگر از نظر او اصلاح‌پذیر نیست. او همچنین گفت که حضورش در من‌وتو برای نشان دادن همصدایی‌اش با مردم است.

## فعالت سیاسی
به دنبال اعتراضات مردمی در خیزش ۱۴۰۱ ایران احسان کرمی به همراه برزو ارجمند در آذر ۱۴۰۱ به جمع معترضان خارج از ایران پیوستند.